# Ямпільський район (Вінницька область)
Я́мпільський райо́н — колишній район в Україні у Вінницькій області. Має площу 788 км². Населення становило 39 328 осіб (01.01.2018). Адміністративний центр — місто Ямпіль.

## Географія
Ямпільський район розташований у південно-західній частині Вінницької області. До його складу входить м. Ямпіль, віддалене від обласного центру м. Вінниці на 100 км (по шосейних дорогах — 165 км), та 38 сільських населених пунктів.
Населення району становить 44,6 тис. осіб. Місто Ямпіль — 11,5 тис. осіб.
Територію району перетинають з півночі на південь невеликі річки: Мурафа, Русава, Марківка та Вільшанка, які впадають в річку Дністер. Річка Дністер протікає по південно-західному кордоні району зі швидкістю течії 0,5–1 м/с і періодичним коливанням рівня води. Ширина Дністра 100—200 м. Ставки займають 201 га.
Загальна площа району становить 787,9 кв.км. Населених пунктів — 39. Сільських рад — 18, міська рада — 1. Район межує із 5 районами Вінницької області і 2 районами Молдови. По території району проходить 86 км державного кордону з Республікою Молдова.
Клімат району помірно континентальний, літо тепле (18-25 °С), зима м'яка (−8, −15 °C). Можлива товщина промерзання ґрунту — до 1 метра, а середня норма опадів становить 450—600 мм.
Надра багаті на поклади вапняків та фосфоритів.

## Історія
Людина населяла Ямпільську землю з кам'яної доби. Сліди її діяльності збереглися у вигляді досконалих за формою та технікою виготовлення кам'яних виробах епохи неоліту.
Перші відомості про Ямпіль відносять до XVI століття (1580 рік), коли поселення було торговим центром, єдиним на Поділлі осередком розвитку каменотесних промислів. Ямпіль мав торгові зв'язки з Римом і Венецією з постачання «золотої» подільської пшениці.
Після Люблінської унії Ямпіль входить до Брацлавського воєводства. На початку 1651 року шляхетське військо рушило на Ямпіль. У ніч на 6 березня воно увірвалося до містечка, пограбувало міщан, зруйнувало будинки, винищило майже 10 тисяч осіб. Ямпіль занепав, відродився вже як невелике село. За даними 1775 року, в Ямполі налічувалося 113 хат.
Після захоплення Правобережжя Росією в 1795 році Ямпіль став повітовим містечком Брацлавського намісництва і одержав власний герб. Але залишився приватновласницьким володінням і переходив із рук у руки.
У другій половині XIX століття в Ямполі з'явились дрібні підприємства. На початку XX ст. заселена територія Ямполя становила 450 десятин. Тут було 27 незамощених вулиць і п'ять майданів. Містечко освітлювалось лише 62 гасовими ліхтарями. Ямпіль вважався одним із найбідніших повітових міст Подільської губернії.

### Декомунізація
У районі налічувалося 14 пам'ятників Леніну. Останній демонтували у селі Довжок 21 жовтня 2016 року. Із 626 вулиць (така їх загальна кількість у всіх 39 населених пунктах району) перейменували 317, або 50.6 %. Із них − 44 вулиці у самому районному центрі Ямпіль.

## Адміністративний устрій
Район адміністративно-територіально поділяється на 1 міську раду та 18 сільських рад, які об'єднують 39 населених пунктів та підпорядковані Ямпільській районній раді. Адміністративний центр — місто Ямпіль.

## Економіка
Зараз у Ямпільському районі налічується 4 промислових підприємств, 3 будівельні організації, 1 автотранспортне підприємство. Районний вузол поштового зв'язку об'єднує 20 відділень, 2 пункти. Працює 22 АТС.
Основні напрями розвитку сільського господарства району: виробництво зерна, цукрових буряків, молока і м'яса. Площа сільськогосподарських угідь — 60,3 тис.га, з них ріллі — 54,3 тис.га, земель запасу — 5,9 тис.га., земель резерву — 1,9 тис.га.

## Транспортна інфраструктура
Територію району пролягають такі автошляхи: Р08, Т 0202, Т 0215, Т 0218 та Т 0240.
У районі відсутнє залізничне сполучення.

## Соціальна сфера
У районі 26 загальноосвітніх шкіл, з них 15 — І-ІІІ ступенів і 3 — І-ІІ ступенів, 7 — НВК та НВК ЗОШ І ступеня — гімназія. Функціонують будинок дитячої творчості та дитячо-юнацька спортивна школа.
У районі працюють центральна районна лікарня, поліклініка, 5 дільничих лікарень, 4 лікарняних амбулаторії, 2 — загальної практики сімейної медицини, 16 — фельдшерсько-акушерських пунктів, санітарно-епідеміологічна станція.
До послуг жителів районний будинок культури, 11 сільських будинків культури, 15 закладів культури клубного типу, 28 бібліотек, 4 музеї.

## Релігійна ситуація
Духовні потреби населення забезпечують 15 громад Української православної церкви (Московського патріархату), 5 громад Української православної церкви (Київського патріархату) 13 громад Української православної автокефальної церкви, 3 громади Римо—католицької церкви.

## Пам'ятні місця

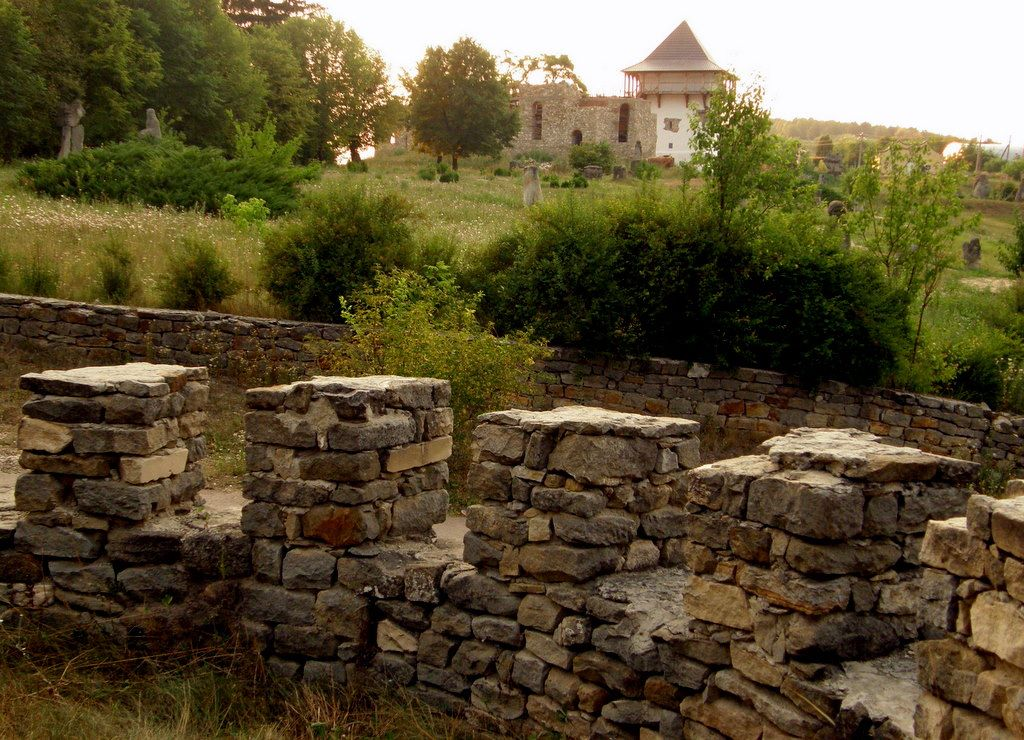
Історико-культурний заповідник «Буша»

У районі 118 пам'яток археології, 53 — історії, 4 — монументального мистецтва та 2 — архітектури, що перебувають на Державному обліку. На території району знаходиться Державний історико-культурний заповідник «Буша». До пам'яток культури та архітектури відноситься Свято-Миколаївська православна церква Московського патріархату, збудована у XVIII ст. та сторожова вежа і скельний храм с. Буші.

## Особистості
Уродженцями Ямпільщини є перші п'ятисотенниці, 11 Героїв Соціалістичної Праці, 11 Героїв Радянського Союзу, 4 лауреати премії Ленінського комсомолу, кавалера трьох орденів Слави.
- Наконечний Віктор Андрійович (с. Клембівка) — художник, лауреат Шевченківської премії 2009 року.
- Вдовцов Михайло Леонтійович — український письменник, краєзнавець, природоохоронець.
- Девдера Катерина Михайлівна (с. Качківка) — українська поетеса, перекладач.
- Заєць Анатолій Семенович (с. Петрашівка) — російський поет[6].
- Гнатюк Ніна Юхимівна (с. Безводне) — українська поетеса.
- Дмитрієнко Марія Федорівна
- Васілевський Олександр Миколайович
- Калєтнік Ігор Григорович — генерал Державної митної служби України,

## Пам'ятки
- Пам'ятки архітектури Ямпільського району (Вінницька область)
- Пам'ятки археології Ямпільського району
- Пам'ятки історії Ямпільського району (Вінницька область)
- Пам'ятки монументального мистецтва Ямпільського району

## Політика
25 травня 2014 року відбулися Президентські вибори України. У межах Ямпільського району було створено 39 виборчих дільниць. Явка на виборах складала — 60,66 % (проголосували 18 953 із 31 245 виборців). Найбільшу кількість голосів отримав Петро Порошенко — 58,55 % (11 097 виборців); Юлія Тимошенко — 19,57 % (3 709 виборців), Олег Ляшко — 6,43 % (1 218 виборців), Анатолій Гриценко — 4,92 % (932 виборців), Сергій Тігіпко — 3,34 % (633 виборців). Решта кандидатів набрали меншу кількість голосів. Кількість недійсних або зіпсованих бюлетенів — 1,01 %.